# Australische Cricket-Nationalmannschaft in Indien in der Saison 2022/23
Die Tour der australischen Cricket-Nationalmannschaft nach Indien in der Saison 2022/23 fand in zwei Abschnitten statt. Im ersten vom 20. bis zum 25. September 2022 wurden drei Twenty20s ausgetragen, vom 9. Februar bis zum 22. März 2023 folgten dann vier Tests und drei ODIs. Die internationale Cricket-Tour war Bestandteil der Internationalen Cricket-Saison 2022/23 und die Tests waren Bestandteil der ICC World Test Championship 2021–2023. Indien gewann die Twenty20-Serie und die Test-Serie jeweils 2–1, während Australien die ODI-Serie 2–1 gewann.

## Vorgeschichte
Für beide Mannschaften war es die erste Tour der Saison. Das letzte Aufeinandertreffen der beiden Mannschaften bei einer Tour fand in der Saison 2020/21 in Australien statt.

## Stadien
Die folgenden Stadien wurden für die Tour als Austragungsort vorgesehen. Die Austragungsstätten für die Tests und ODIs wurden am 8. Dezember bekanntgegeben. Ursprünglich war der dritte Test in Dharamsala geplant, doch da der Zustand des Spielfeldes nicht angemessen war, wurde das Spiel nach Indore verlegt.
| Stadion                                    | Stadt         | Kapazität | Spiele          |
| ------------------------------------------ | ------------- | --------- | --------------- |
| Sardar Patel Stadium                       | Ahmedabad     | 54.000    | 4. Test         |
| M. A. Chidambaram Stadium                  | Chennai       | 46.000    | 3. ODI          |
| Arun Jaitley Stadium                       | Delhi         | 48.000    | 2. Test         |
| Rajiv Gandhi International Cricket Stadium | Hyderabad     | 55.000    | 3. T20          |
| Holkar Stadium                             | Indore        | 30.000    | 3. Test         |
| Punjab Cricket Association Stadium         | Mohali        | 35.000    | 1. T20          |
| Wankhede Stadium                           | Mumbai        | 33.000    | 1. ODI          |
| Vidarbha Cricket Association Stadium       | Nagpur        | 45.000    | 1. Test; 2. T20 |
| ACA-VDCA Cricket Stadium                   | Visakhapatnam | 30.000    | 2. ODI          |

## Kaderlisten
Australien benannte seinen Twenty20-Kader am 1. September 2022.
Pakistan benannte seinen Twenty20-Kader am 15. September 2022.
| Test | Test | ODI | ODI | Twenty20 | Twenty20 |
| Indien | Australien | Indien | Australien | Indien | Australien |
| --- | --- | --- | --- | --- | --- |
| - Rohit Sharma (K) - KL Rahul (VK) - Ravichandran Ashwin - K. S. Bharat (wk) - Shubman Gill - Shreyas Iyer - Ravindra Jadeja - Ishan Kishan (wk) - Virat Kohli - Axar Patel - Cheteshwar Pujara - Mohammed Shami - Mohammed Siraj - Jaydev Unadkat - Kuldeep Yadav - Suryakumar Yadav - Umesh Yadav | - Pat Cummins (K) - Steve Smith (VK) - Sean Abott - Ashton Agar - Scott Boland - Alex Carey (wk) - Cameron Green - Peter Handscomb - Josh Hazlewood - Travis Head - Usman Khawaja - Matthew Kuhnemann - Marnus Labuschagne - Nathan Lyon - Lance Morris - Todd Murphy - Matt Renshaw - Mitchell Starc - Mitchell Swepson - David Warner | - Rohit Sharma (K) - Hardik Pandya (VK) - Yuzvendra Chahal - Shubman Gill - Shreyas Iyer - Ravindra Jadeja - Ishan Kishan (wk) - Virat Kohli - Umran Malik - Axar Patel - KL Rahul - Mohammad Shami - Mohammed Siraj - Washington Sundar - Shardul Thakur - Jaydev Unadkat - Kuldeep Yadav - Suryakumar Yadav | - Pat Cummins (K) - Steve Smith (VK) - Sean Abbott - Ashton Agar - Alex Carey - Cameron Green - Travis Head - Josh Inglis - Marnus Labuschagne - Mitchell Marsh - Glenn Maxwell - Jhye Richardson - Steve Smith - Mitchell Starc - Marcus Stoinis - David Warner - Adam Zampa | - Rohit Sharma (K) - KL Rahul (VK) - Ravichandran Ashwin - Jasprit Bumrah - Yuzvendra Chahal - Deepak Chahar - Deepak Hooda - Dinesh Karthik (wk) - Virat Kohli - Bhuvneshwar Kumar - Hardik Pandya - Rishabh Pant (wk) - Axar Patel - Harshal Patel - Mohammed Shami - Suryakumar Yadav - Umesh Yadav | - Aaron Finch (K) - Pat Cummins (VK) - Sean Abbott - Ashton Agar - Tim David - Nathan Ellis - Cameron Green - Josh Hazlewood - Josh Inglis (wk) - Mitchell Marsh - Glenn Maxwell - Kane Richardson - Daniel Sams - Steve Smith - Mitchell Starc - Marcus Stoinis - Matthew Wade (wk) - Adam Zampa |

## Twenty20 Internationals

### Erstes Twenty20 in Mohali
| 20. September Scorecard | Mohali | Indien 208-6 (20)                | – | Australien 211-6 (19.2) |
|                         |        | Australien gewinnt mit 4 Wickets |   |                         |

Australien gewann den Münzwurf und entschied sich als Feldmannschaft zu beginnen. Indien konnte sich zunächst der Eröffnungs-Batter KL Rahul etablieren und fand mit dem vierten Schlagmann Suryakumar Yadav einen Partner. Nachdem Rahul nach einem Fifty über 55 Runs ausschied, etablierte sich an der Seite von Yadav Hardik Pandya. Yadav verlor sein Wicket nach 46 Runs, während Pandya das Innings ungeschlagen mit einem Half-Century über 71* Runs beendete. Bester australischer Bowler war Nathan Ellis mit 3 Wickets für 30 Runs. Für Australien bildeten die Eröffnungs-Batter Aaron Finch und Cameron Green eine erste Partnerschaft. Finch schied nach 22 Runs aus und wurde gefolgt von Steve Smith. Green erreichte ein Half-Century über 61 Runs, bevor er ausschied und Smith erzielte 35 Runs. Daraufhin bildeten Josh Inglis und Tim David eine Partnerschaft, bevor Inglis nach 17 Runs sein Wicket verlor und durch Matthew Wade ersetzt wurde. David schied nach 18 Runs aus, während Wade mit 45* Runs die Vorgabe im letzten Over einholen konnte. Bester indischer Bowler war Axar Patel mit 3 Wickets für 17 Runs. Als Spieler des Spiels wurde Cameron Green ausgezeichnet.

### Zweites Twenty20 in Nagpur
| 23. September Scorecard | Nagpur | Australien 90-5 (8/8)        | – | Indien 92-4 (7.2/8) |
|                         |        | Indien gewinnt mit 6 Wickets |   |                     |

Indien gewann den Münzwurf und entschied sich als Feldmannschaft zu beginnen. Auf Grund eines nassen Außenfeldes wurde der Start des Spiels verschoben und auf 8 Over für beide Seiten verkürzt. Für Australien etablierte sich Eröffnungs-Batter Aaron Finch und fand mit dem fünften Schlagmann Matthew Wade einen Partner. Finch schied nach 31 Runs aus, während Wade mit 43* Runs das Inning ungeschlagen beendete. Bester indischer Bowler war Axar Patel mit 2 Wickets für 13 Runs. Für Indien konnte sich Eröffnungs-Batter Rohit Sharma etablieren und mit seinen 46* Runs die Vorgabe der australischen Mannschaft einholen. Bester australischer Bowler war Adam Zampa mit 3 Wickets für 16 Runs. Als Spieler des Spiels wurde Rohit Sharma ausgezeichnet.

### Drittes Twenty20 in Hyderabad
| 25. September Scorecard | Hyderabad | Australien 186-7 (20)        | – | Indien 187-4 (19.5) |
|                         |           | Indien gewinnt mit 6 Wickets |   |                     |

Indien gewann den Münzwurf und entschied sich als Feldmannschaft zu beginnen. Für Australien konnte Eröffnungs-Batter Cameron Green ein Fifty über 52 Runs erreichen. Daraufhin bildete sich eine Partnerschaft zwischen Josh Inglis und Tim David, wobei Inglis nach 23 Runs ausschied. David fand mit Daniel Sams einen weiteren partner und nachdem er nach einem Half-Century über 54 Runs ausschied, beendete Sams das Innings ungeschlagen mit 28* Runs. Bester indischer Bowler war Axar Patel mit 3 Wickets für 33 Runs. Für Indien konnte Eröffnungs-Batter Rohit Sharma zusammen mit dem dritten Schlagmann Virat Kohli eine Partnerschaft aufbauen. Sharma schied nach 17 Runs aus und wurde durch Suryakumar Yadav gefolgt. Zusammen mit Kohli erzielte dieser eine Partnerschaft über 104 Runs, bevor Yadav sein Wicket nach einem Fifty über 69 Runs verlor. Ihm folgte Hardik Pandya, bevor Kohli ebenfalls nach einem Half-Century über 69 Runs sein Wicket verlor. Pandya konnte mit dem vorletzten Ball nach 25* Runs die Vorgabe einholen. Bester australischer Bowler war Daniel Sams mit 2 Wickets für 33 Runs. Als Spieler des Spiels wurde Suryakumar Yadav ausgezeichnet.

## Tests

### Erster Test in Nagpur
| 09. – 13. Februar Scorecard | Nagpur | Australien 177 (63.5) & 91 (32.3)             | – | Indien 400 (139.3) |
|                             |        | Indien gewinnt mit einem Innings und 132 Runs |   |                    |

Australien gewann den Münzwurf und entschied sich als Schlagmannschaft zu beginnen. Nachdem die Eröffnungs-Batter früh ausschieden bildeten Marnus Labuschagne und Steve Smith eine Partnerschaft. Labuschagne schied nach 49 Runs aus und ihm folgte Peter Handscomb an der Serie von Smith. Smith verlor sein Wicket nach 37 Runs und wurde durch Alex Carey ersetzt. Carey erreichte in der Partnerschaft 36 Runs und Handscomb schied dann nach 31 Runs aus. Beste Bowler für Indien waren Ravindra Jadeja mit 5 Wickets für 47 Runs und Ravichandran Ashwin mit 3 Wickets für 42 Runs. Für Indien etablierte sich Eröffnungs-Batter Rohit Sharma und an seiner Seite erzielte KL Rahul, bevor er zusammen mit Ravichandran Ashwin beim Stand von 77/1 den Tag beendete. Am zweiten Tag schied Ashwin nach 23 Runs aus und nachdem Virat Kohli 12 Runs an der Seite von Sharma erreichte formte er eine weitere Partnerschaft mit Ravindra Jadeja. Sharma schied dann nach einem Century über 120 Runs aus 212 Bällen aus. Jadeja bildete dann eine Partnerschaft mit Axar Patel und beendete den Tag beim Stand von 321/7. Am dritten Tag schied jadeja mit einem Fifty über 70 Runs aus und nachdem Mohammed Shami 37 Runs erreichte verlor Patel das letzte Wicket nach einem Half-Century über 84 Runs. Indien hatte damit einen Vorsprung von 223 Runs. Bester australischer Bowler war Todd Murphy mit 7 Wickets für 124 Runs. Für Australien erzielte Marnus Labuschagne 17 und David Warner 10 Runs, bevor sich Steven Smith etablierte. An seiner Seite erreichte Alex Carey 10 Runs, aber kein weiterer Spieler erreichte mehr eine zweistellige Run-Zahl. Smith beendete dann mit 25* Runs ungeschlagen das Innings als das letzte Wicket fiel. Bester indischer Bowler war Ravichandran Ashwin mit 5 Wickets für 37 Runs. Als Spieler des Spiels wurde Ravindra Jadeja ausgezeichnet.

### Zweiter Test in Delhi
| 17. – 21. Februar Scorecard | Delhi | Australien 263 (78.4) & 113 (31.1) | – | Indien 262 (83.3) & 118-4 (26.4) |
|                             |       | Indien gewinnt mit 6 Wickets       |   |                                  |

Australien gewann den Münzwurf und entschied sich als Schlagmannschaft zu beginnen. Für sie bildeten die Eröffnungs-Batter David Warner und Usman Khawaja eine Partnerschaft. Warner schied nach 15 Runs aus und der ihm nachfolgende Marnus Labuschagne erreichte 18 und Travis Head 12 Runs. Daraufhin bildete Khawaja zusammen mit Peter Handscomb eine Partnerschaft, bevor er nach einem Fifty über 81 Runs ausschied. An der Seite von Handscomb konnte Pat Cummins 33 und Nathan Lyon 10 Runs erreichen, bevor das letzte Wicket fiel als Handscomb ein Fifty über 72* Runs erzielt hatte. Beste indische Batter waren Mohammed Shami mit 4 Wickets für 60 Runs und Ravichandran Ashwin (für 57 Runs) und Ravindra Jadeja (für 68 Runs) mit jeweils drei Wickets. Indien begann sein Innings mit Rohit Sharma und KL Rahul die den Tag beim Stand von 21/0 beendeten. Am zweiten Tag schied Rahul nach 18 Runs aus und Sharma kurz darauf nach 32 Runs. Daraufhin bildete Virat Kohli zusammen mit Ravindra Jadeja eine Partnerschaft. Jadeja schied nach 26 Runs aus und Kohli kurze Zeit später nach 44 Runs. Eine weitere Partnerschaft entstand zwischen Axar Patel und Ravichandran Ashwin. Nachdem Ashwin nach 27 Runs sein Wicket verlor fiel auch das Wicket von Patel nach einem Fifty über 74 Runs und Indien beendete das Innings mit dem Rückstand von einem Run. Bester australischer Bowler war Nathan Lyon mit 5 Wickets für 67 Runs. Im zweiten Innings für Australien bildeten Travis Head und Marnus Labuschagne eine Partnerschaft und beendeten den Tag beim Stand von 61/1. Am dritten Tag schied Head nach 43 Runs und Labuschagne nach 35 Runs aus, jedoch konnte sich kein anderer batter Australiens etablieren und so endete das Innings mit einem Vorgabe von 115 Runs. Beste indische Bowler waren Ravindra Jadeja mit 7 Wickets für 42 Runs und Ravichandran Ashwin mit 3 Wickets für 59 Runs. Für Indien bildete Eröffnungs-Batter Rohit Sharma zusammen mit dem dritten Schlagmann Cheteshwar Pujara eine Partnerschaft. Sharma schied nach 31 Runs aus und an der Seite von Pujara erreichte Virat Kohli 20 und Shreyas Iyer 12 Runs. Zusammen mit Srikar Bharat gelang es dann Pujara, die Vorgabe zu erreichen. Pujara erzielte dabei 31* Runs und Bharat 23* Runs. Bester australischer Bowler war Nathan Lyon mit 2 Wickets für 49 Runs. Als Spieler des Spiels wurde Ravindra Jadeja ausgezeichnet.

### Dritter Test in Indore
| 1. – 5. März Scorecard | Indore | Indien 109 (33.2) & 163 (60.3)   | – | Australien 197 (76.3) & 78-1 (18.5) |
|                        |        | Australien gewinnt mit 9 Wickets |   |                                     |

Indien gewann den Münzwurf und entschied sich als Schlagmannschaft zu beginnen. Für sie bildeten die Eröffnungs-Batter Rohit Sharma und Shubman Gill eine Partnerschaft. Sharma schied nach 12 und Gill nach 21 Runs aus. Daraufhin etablierte sich Virat Kohli und bildete zusammen mit Srikar Bharat eine Partnerschaft. Kohli verlor nach 22 Runs sein Wicket und wurde durch Axar Patel gefolgt. Bharat erreichte 17 Runs und nachdem Umesh Yadav 17 Runs erzielte beendete Patel das Innings ungeschlagen mit 12* Runs. Beste australische Bowler waren Matthew Kuhnemann mit 5 Wickets für 16 Runs und Nathan Lyon mit 3 Wickets für 35 Runs. Für Australien bildete Eröffnungs-Batter Usman Khawaja zusammen mit dem dritten Schlagmann Marnus Labuschagne eine Partnerschaft. Labuschagne schied nach 31 Runs aus und wurde gefolgt durch Steve Smith. Nachdem Khawaja nach einem Fifty über 60 Runs sein Wicket verlor kam Peter Handscomb ins Spiel. Der Tag endete nachdem Smith nach 26 Runs ausschied und durch Cameron Green ersetzt wurde bei Stand von 156/4. Am zweiten Tag schied Handscomb nach 19 und kurz darauf Green nach 21 Runs aus, jedoch konnte sich von den weiteren Battern keiner mehr etablieren. Der Vorsprung für Australien betrug nach dem ersten Innings 88 Runs. Beste indische Bowler waren Ravindra Jadeja mit 4 Wickets für 78 Runs und Umesh Yadav (für 12 Runs) und Ravichandran Ashwin (für 44 Runs) mit jeweils drei Wickets. Im zweiten indischen Innings bildete Rohit Sharma zusammen mit Cheteshwar Pujara eine Partnerschaft. Nachdem Sharma nach 12 Runs ausschied, folgte an der Seite von Pujara Virat Kohli mit 13, Shreyas Iyer mit 26 und Ravichandran Ashwin mit 16 Runs. Nachdem Pujara mit Axar Patel eine Partnerschaft bildete, verlor er nach einem Half-Century über 59 Runs sein Wicket. Patel beendete dann ungeschlagen mit 15* Runs das Innings und so hatte Indien am Ende des Tages Australien eine Vorgabe über 76 Runs gemacht. Bester australischer Bowler war Nathan Lyon mit 8 Wickets für 64 Runs. Am dritten Tag konnte Eröffnungs-Batter Travis Head zusammen mit dem dritten Schlagmann Marnus Labuschagne die Vorgabe einholen. Head erzielte dabei 49* Runs und Labuschagne 28 Runs. Das indische Wicket erreichte Ravichandran Ashwin. Als Spieler des Spiels wurde Nathan Lyon ausgezeichnet.

### Vierter Test in Ahmedabad
| 9. – 13. März Scorecard | Ahmedabad | Australien 480 (167.2) & 175-2d (78.1) | – | Indien 571 (178.5) |
|                         |           | Remis                                  |   |                    |

Australien gewann den Münzwurf und entschied sich als Schlagmannschaft zu beginnen. Für sie bildeten die Eröffnungs-Batter Travis Head und Usman Khawaja eine Partnerschaft. Head schied nach 32 Runs aus und an der Seite von Khawaja erreichte Steve Smith 38 und Peter Handscomb 17 Runs, bevor er zusammen mit Cameron Green den Tag beim Stand von 255/4 beendete. Am zweiten Tag schied Green nach einem Century über 114 Runs aus 170 Bällen aus und wurde gefolgt durch Nathan Lyon. Khawaja verlor sein Wicket nach einem Century über 180 Runs aus 422 Bällen und Lyon bildete eine weitere Partnerschaft mit Todd Murphy. Murphy schied dann nach 41 Runs aus und Lyon verlor das letzte Wicket nach 34 Runs. Bester indischer Bowler war Ravichandran Ashwin mit 6 Wickets für 91 Runs. Für Indien etablierten sich Rohit Sharma und Shubman Gill, bevor der Tag beim Stand von 36/0 endete. Am dritten Tag verlor Sharma sein Wicket nach 35 Runs und nachdem Cheteshwar Pujara 42 Runs erreichte, formte Gill eine Partnerschaft mit Virat Kohli. Gill schied dann nach einem Century über 128 Runs aus 235 Bällen aus und für ihn kam Ravindra Jadeja ins Spiel, der mit Kohli den Tag beim Stand von 289/3 beendete. Am vierten Tag verlor Jadeja sein Wicket nach 28 Runs und ihm folgten Srikar Bharat mit 44 Runs und Axar Patel mit 79 Runs. Kohli verlor dann das letzte Wicket nach einem Century über 186 Runs aus 364 Bällen. Beste australische Bowler waren Todd Murphy mit 3 Wickets für 113 Runs und Nathan Lyon mit 3 Wickets für 151 Runs. Der Tag endete dann beim Stand von 3/0. Am fünften Tag bildeten Travis Head und Marnus Labuschagne eine Partnerschaft. Head erreichte ein Fifty über 90 Runs und Labuschagne beendete mit Steve Smith das Spiel. Labuschagne erreichte dabei 63* und Smith 10* Runs. Die indischen Wickets erzielten Axar Patel und Ravichandran Ashwin. Als Spieler des Spiels wurde Virat Kohli ausgezeichnet.

## One-Day Internationals

### Erstes ODI in Mumbai
| 17. März Scorecard | Mumbai | Australien 188 (35.4)        | – | Indien 191-5 (39.5) |
|                    |        | Indien gewinnt mit 5 Wickets |   |                     |

Indien gewann den Münzwurf und entschied sich als Feldmannschaft zu beginnen. Für Australien bildete Eröffnungs-Batter Mitchell Marsh zusammen mit dem dritten Schlagmann Steve Smith eine Partnerschaft. Smith schied nach 22 Runs aus und wurde gefolgt durch Marnus Labuschagne. Marsh verlor sein Wicket nach einem Fifty über 81 Runs und wurde durch Josh Inglis ersetzt. Nachdem Labuschagne 15 Runs erreichte, schied Inglis nach 26 Runs aus und der hereinkommende Cameron Green konnte 12 Runs erzielen, bevor im 36. Over das letzte Wicket fiel. Beste indische Bowler waren Mohammed Shami mit 3 Wickets für 17 Runs und Mohammed Siraj mit 3 Wickets für 29 Runs. Für Indien konnte Eröffnungs-Batter Shubman Gill eine Partnerschaft mit dem fünften Schlagmann KL Rahul formen. Gill schied nach 20 Runs aus und nachdem Hardik Pandya 25 Runs erzielte, konnte Rahul zusammen mit Ravindra Jadeja die Vorgabe einholen. Rahul erzielte dabei ein Fifty über 75* Runs und Jadeja 45* Runs. Bester australischer Bowler war Mitchell Starc mit 3 Wickets für 49 Runs. Als Spieler des Spiels wurde Ravindra Jadeja ausgezeichnet.

### Zweites ODI in Visakhapatnam
| 19. März Scorecard | Visakhapatnam | Indien 117 (26)                   | – | Australien 121-0 (11) |
|                    |               | Australien gewinnt mit 10 Wickets |   |                       |

Australien gewann den Münzwurf und entschied sich als Feldmannschaft zu beginnen. Für Indien bildete Eröffnungs-Batter Rohit Sharma zusammen mit dem dritten Schlagmann Virat Kohli eine Partnerschaft. Sharma verlor sein Wicket nach 13 und Kohli nach 31 Runs. Ihnen folgte eine Partnerschaft zwischen Ravindra Jadeja und Axar Patel. Jadeja schied nach 16 Runs aus, und als das letzte indische Wicket fiel hatte Patel 29* Runs erzielt. Beste australische Bowler waren Mitchell Starc mit 5 Wickets für 53 Runs und Sean Abbott mit 3 Wickets für 23 Runs. Für Australien konnten dann die Eröffnungs-Batter Travis Head und Mitchell Marsh die Vorgabe ohne Verlust eines Wickets einholen. Marsh erzielte dabei 66* Runs und Head 51* Runs. Als Spieler des Spiels wurde Mitchell Starc ausgezeichnet.

### Drittes ODI in Chennai
| 22. März Scorecard | Chennai | Australien 269 (49)            | – | Indien 248 (49.1) |
|                    |         | Australien gewinnt mit 21 Runs |   |                   |

Australien gewann den Münzwurf und entschied sich als Schlagmannschaft zu beginnen. Für sie bildeten die Eröffnungs-Batter Travis Head und Mitchell Marsh eine Partnerschaft. Head schied nach 33 Runs aus und ihm folgte David Warner. Nachdem Marsh 47 Runs erreichte folgte ihm Marnus Labuschagne. Warner verlor sein Wicket nach 23 und Labuschagne nach 28 Runs, bevor Alex Carey und Marcus Stoinis eine Partnerschaft formten. Stoinis erzielte dabei 25 Runs und Carey, der bald darauf ausschied, 38 Runs. Von den verbliebenen Battern erreichte Sean Abbott 26, Ashton Agar 17 und Mitchell Starc und Adam Zampa jeweils 10 Runs. Beste indische Bowler waren Hardik Pardya mit 3 Wickets für 44 Runs und Kuldeep Yadav mit 3 Wickets für 56 Runs. Für Indien formten Rohit Sharma und Shubman Gill eine erste Partnerschaft. Sharma schied nach 30 und Gill nach 37 Runs aus, bevor Virat Kohli und KL Rahul eine Partnerschaft bildeten. Nachdem Rahul nach 32 Runs sein Wicket verlor, musste auch Kohli nach einem Fifty über 54 Runs ausscheiden. Daraufhin kam Hardik Pandya ins Spiel und fand mit Ravindra Jadeja einen Partner. Pandya verlor dann sein Wicket nach 40 Runs und Jadeja nach 18 Runs. Von den verbliebenen Pattern konnte Mohammed Shami 14 Runs erzielen, bevor kurz darauf das verbliebene Wicket fiel. Bester australischer Bowler war Adam Zampa mit 4 Wickets für 45 Runs, der auch als Spieler des Spiels ausgezeichnet wurde.

## Auszeichnungen

### Player of the Series
Als Player of the Series wurden der folgende Spieler ausgezeichnet.
| Serie    | Player of the Series |
| -------- | -------------------- |
| Test     | Ravichandran Ashwin  |
| ODI      | Mitchell Marsh       |
| Twenty20 | Axar Patel           |

### Player of the Match
Als Player of the Match wurden die folgenden Spieler ausgezeichnet.
| Spiel       | Player of the Match |
| ----------- | ------------------- |
| 1. Test     | Ravindra Jadeja     |
| 2. Test     | Ravindra Jadeja     |
| 3. Test     | Nathan Lyon         |
| 4. Test     | Virat Kohli         |
| 1. ODI      | Ravindra Jadeja     |
| 2. ODI      | Mitchell Starc      |
| 3. ODI      | Adam Zampa          |
| 1. Twenty20 | Cameron Green       |
| 2. Twenty20 | Rohit Sharma        |
| 3. Twenty20 | Suryakumar Yadav    |